# Velký běh do Nome

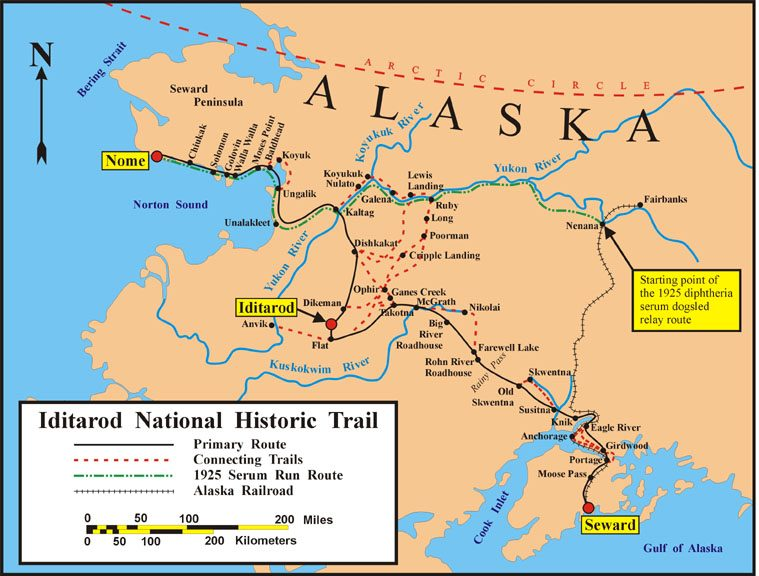
Velký běh se sérem (zeleně) plus trasy závodu Iditarod.

Velký běh do Nome, běh se sérem do Nome či velký závod záchrany (angl. 1925 serum run to Nome či Great Race of Mercy) je označení pro štafetovou dopravu séra proti záškrtu z Nenany do krutou zimou odříznutého Nome ve státě Aljaška, kde propukla epidemie ohrožující životy tisíce dětí. Proběhla ve dnech 27. ledna až 2. února 1925: 20 psovodů psích spřežení se 150 psy dokázalo navzdory extrémním povětrnostním podmínkám urazit trasu dlouhou 1085 km za 127,5 hodiny.
Na počest této události se každoročně koná závod saní tažených psy Iditarod (anglicky Iditarod Trail Sled Dog Race).

## Psovodi

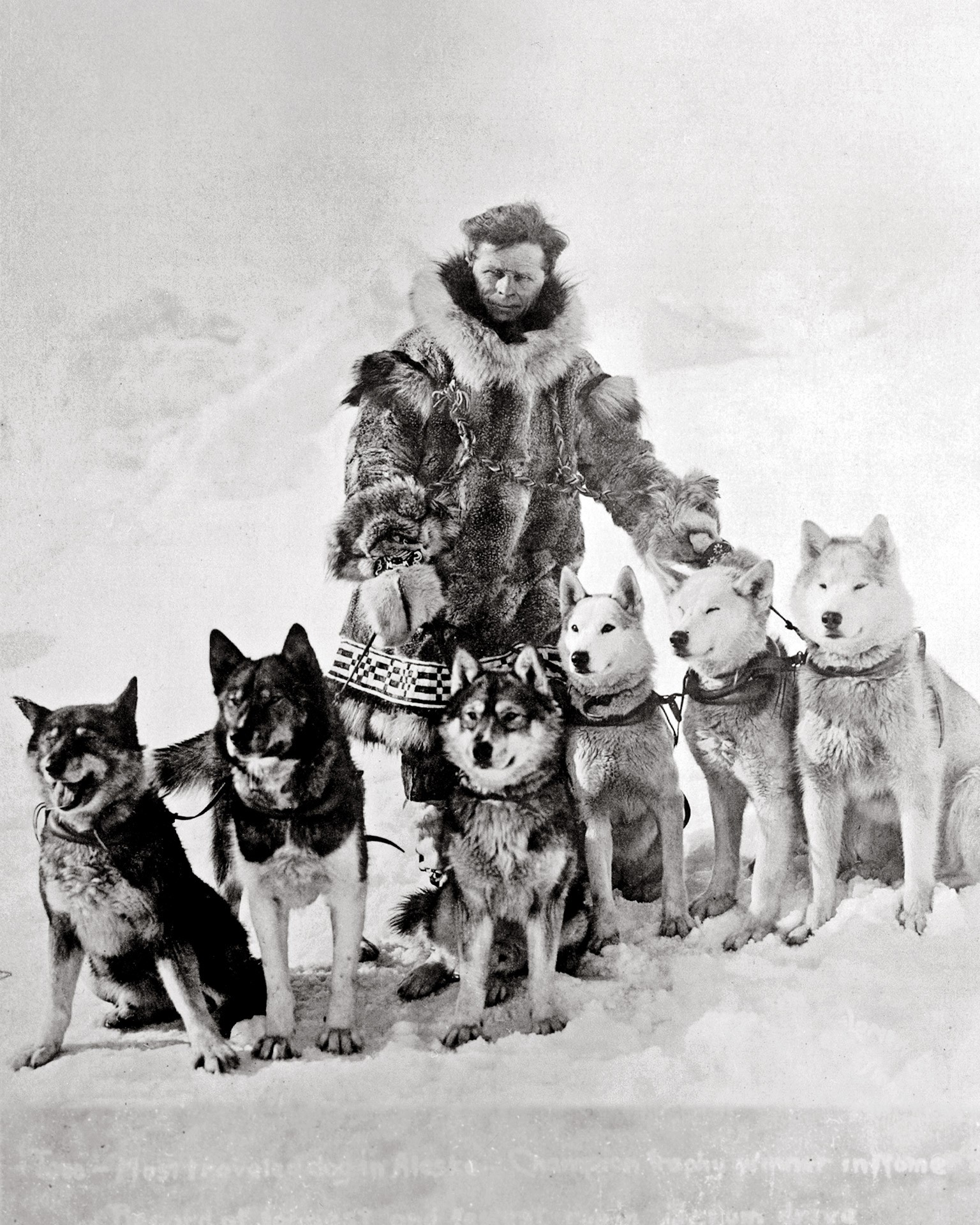
Seppala se svými psy

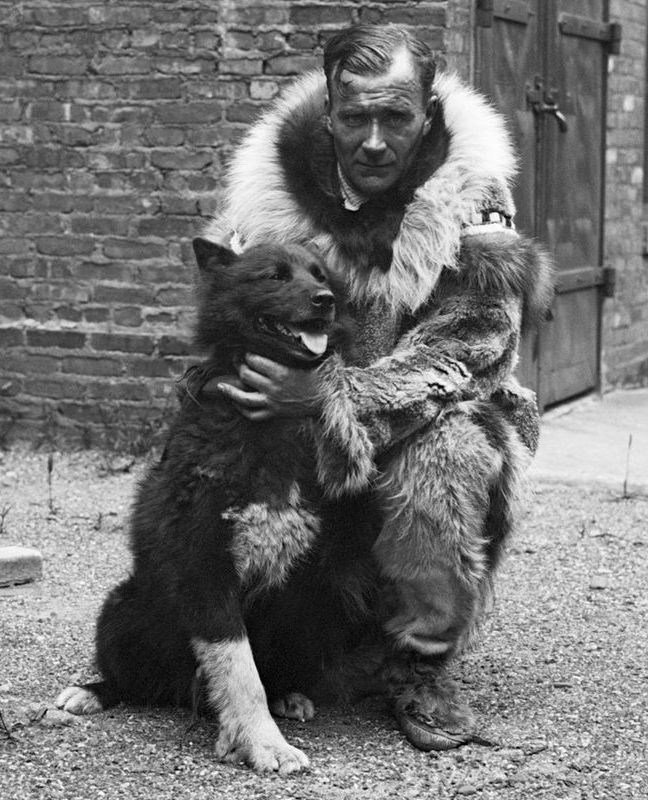
Kaasen se svým vůdčím psem Baltem

1. „Wild Bill“ Shannon (Nenana–Tolovana, 84 km)[pozn. 1]
2. Edgar Kallands (Tolovana–Manley Hot Springs, 50 km)
3. Dan Green (Manley Hot Springs–Fish Lake, 45 km)
4. Johny Folger (Fish Lake–Tanana, 42 km)
5. Sam Joseph (Tanana–Kallands, 55 km)
6. Titus Nikolai (Kallands–Nine Mile Cabin, 39 km)
7. Dan Corning (Nine Mile Cabin–Kokrines, 48 km)
8. Harry Pitka (Kokrines–Aljaška, 48 km)
9. Bill McCarthy (Aljaška–Whiskey Creek, 45 km)
10. Edgar Nollner (Whiskey Creek–Galena, 39 km)
11. George Nollner (Galena–Bishop Mountain, 29 km)
12. Charlie Evans (Bishop Mountain–Nulato, 48 km)
13. Tommy Patsy (Nulato–Kaltag, 58 km)
14. Jackscrew (Kaltag–Old Woman Shelter, 64 km)
15. Victor Anagick (Old Woman Shelter–Unalakleet, 55 km)
16. Myles Gonangnan (Unalakleet–Shaktoolik, 64 km)
17. Henry Ivanoff (Shaktoolik[2])
18. Leonhard Seppala (Shaktoolik–Golovin, 146 km[pozn. 2])
19. Charlie Olson (Golovin–Bluff, 40 km)
20. Gunnar Kaasen (Bluff–Nome, 85 km)

## Odraz v kultuře
Asi roku 1976 byl v USA o běhu natočen krátký film.